# Galina Pawlowna Beloglasowa
Galina Pawlowna Beloglasowa (russisch Галина Павловна Белоглазова, wiss. Transliteration Galina Pavlovna Beloglazova; * 10. Juni 1967 in Astrachan) ist eine ehemalige russische rhythmische Sportgymnastin und heutige Trainerin.

## Werdegang
Beloglasowa begann im Alter von fünf Jahren unter der örtlichen Trainerin Ljudmila Tichomirowa in Astrachan zu trainieren, die sie auch in der Folge viele Jahre betreute. Ihren ersten internationalen Erfolg feierte Beloglasowa beim Intervision Cup in Cottbus 1980 mit dem Sieg in der Juniorenwertung. Ihre ersten Erfolge bei den Erwachsenen feierte sie im Alter von 15 Jahren, nachdem sie für die Europameisterschaften 1982 in Stavanger als Ersatzstarterin zum Team gehörte. Nachdem sie im Training überzeugen konnte, wurde sie auch in den Wettbewerben selbst eingesetzt und erreichte Rang sieben im Mehrkampf. 
Ein Jahr später gewann Beloglasowa bei den Weltmeisterschaften 1983 in Straßburg verpasste sie im Mehrkampf nur knapp um 0,05 Punkte den Titel hinter der Bulgarin Diljana Georgiewa und sicherte sich Silber. In den Finals der Einzeldisziplinen sicherte sie sich Gold mit dem Ball und dem Band und Silber mit dem Reifen. 
Bei den Europameisterschaften 1984 gewann Beloglasowa ihren ersten Europameistertitel im Mehrkampf. Zudem sicherte sie sich Gold mit dem Band, Silber mit dem Ball und jeweils Bronze mit Reifen und Keulen. Zwei Jahre später folgten bei den Europameisterschaften 1986 eine Bronzemedaille im Mehrkampf sowie Gold mit dem Band und dem Ball und Bronze mit den Keulen.
Bei der ersten Austragung der Goodwill Games 1986 in Moskau gewann Beloglasowa Gold mit dem Ball, Silber mit den Keulen und Bronze im Mehrkampf. Zudem wurde ihr der Titel Miss Goodwill Games verliehen. Im Anschluss beendete sie ihre aktive Sportlerkarriere.
1999 wurde Beloglasowa in die International Gymnastics Hall of Fame aufgenommen.

## Privates
Beloglasowa war mit dem estnischen Basketballspieler Heino Enden verheiratet, mit dem sie 1987 einen Sohn bekam. Beide ließen sich jedoch wieder scheiden. Beloglasowa ist zwischenzeitlich wieder verheiratet und lebt mit ihrem Mann Dave seit Oktober 2012 in den Vereinigten Staaten in Petersburg, New Jersey. Dort arbeitet sie als Fittnestrainerin und Trainerin für Nachwuchs-Gymnastinnen.